# عزيز داداس
عزيز داداس (مواليد 16 مايو 1968) هو ممثل مغربي، شارك في العديد من الأفلام والمسلسلات المغربية، يتميز بموهبة كبيرة في أداء الأدوار الكوميدية والدرامية على حد سواء، الأمر الذي جعل منه واحدًا من الممثلين المغاربة الأكثر نجاحًا وظهورًا على الشاشة، حيث حصل على العديد من الجوائز.

## مسيرته الفنية
كانت بداياته رفقة الكوميدي سعيد الناصري حيث اشتغل معه في مجموعة من الأعمال مثل الربيب، العوني، لعب مع الذئاب، الخطاف، ثم واصل بعد ذلك الظهور في السلسلة المغربية الناجحة ساعة في الجحيم التي بثت على قناة الأولى. إلا أن صيته ذاع عند مشاركته في الفيلم الكوميدي المغربي الطريق إلى كابول. كما مثل في مسلسل حديدان في كليز سنة 2017.

## أعماله

### أفلام
- لعب مع الذئاب (2004)
- زوج للكراء (2008)
- الخطاف (2010)
- الطريق إلى كابول (2012)
- الزيرو (2012)
- الفردي (2012)
- الذئاب التي لا تنام (2014)
- رياض الزيتون (2015)
- أركسترا منتصف الليل (2015)
- المسيرة الخضراء (2016)
- دلاص (2016)
- العطسة (2016)
- لحنش (2017)
- عمي (2017)
- في بلاد العجائب (2017)
- صرخة من عالم آخر (2018)
- جمال عفينة (2019)
- مسعود وسعيدة وسعدان (2018)
- أنا مشي أنا (2023)
- البطل (2024)

### مسلسلات
- الربيب (2004)
- العوني (2005)
- ساعة في الجحيم (2008)
- حاولو على مستور (2012)
- دور بيها الشيباني (2013)
- راس المحاين (2013)
- نايضة فالدوار (2015)
- حديدان في كليز (2017)
- ولا عليك (2018)
- أوشن (2018)
- ولاد علي (2018)
- همي ولاد عمي (2019)
- الماضي لا يموت (2019)
- حديدان عند الفراعنة (2019)
- السربة (2020)
- ولاد العم (2021)
- ولاد المرسى (2021)
- كلها او طريقو (2021)
- إيلا ضاق الحال (2023)
- جوج وجوه (2024)

### برامج
- رشيد شو (ضيف)
- عندي ما يفيد (ضيف)
- Face à Face (ضيف)
- FBM المواجهة (ضيف)

## روابط خارجية
- عزيز داداس على موقع IMDb (الإنجليزية)
- عزيز داداس على موقع قاعدة بيانات الأفلام العربية
- عزيز داداس على موقع ألو سيني (الفرنسية)
- عزيز داداس على موقع قاعدة بيانات الفيلم (الإنجليزية)